# Jan Brummel's leertijd
Jan Brummel's leertijd is een roman uit 1923 van de Nederlandse detectiveschrijver Jakob van Schevichaven die vooral bekend werd onder zijn pseudoniem Ivans. Het boek verscheen met als ondertitel: "Een boek voor jongens", met illustraties van Frans van Noorden en werd uitgegeven door A.W. Bruna Uitgevers.
In 1922 werd de roman van Ivans De man op de achtergrond verfilmd. Het was een Duits-Nederlandse coproductie. Van Schevichaven woonde de opnamen in Duitsland bij en schreef hierover in de laatste hoofdstukken van Jan Brummel's leertijd.

## Inhoud
Jan Brummel is een vrolijke uitgelaten en nogal brutale jongen van vijftien jaar oud. Hij is klein voor zijn leeftijd en veel mensen denken dat hij jonger is. Hij zit op de HBS in Amsterdam. Jan haalt regelmatig grapjes uit met sommige leraren. Daardoor komt hij nogal eens met de directeur in aanraking. Op een dag wordt hij weer de klas uitgestuurd, maar gedeeltelijk onterecht. De directeur stuurt hem nu voor een week van school. Later komt de directeur er achter dat niet alle schuld bij Jan lag en daarom besluit hij dat Jan eerder mag terugkomen. Maar het lot beschikt anders. Jans vader is al jaren geleden overleden en Jan woont bij zijn moeder en zijn oom Kees, die toeziend voogd van Jan is. Zijn oom is een hardvochtige, bekrompen en autoritaire man. Jan en zijn oom hebben een grote hekel aan elkaar. Jans moeder is een zwakke vrouw die niet opgewassen is tegen de autoriteit van haar broer. Zijn oom eist dat Jan per direct van school gaat en een baantje gaat zoeken. Hij krijgt een baantje als liftjongen in een hotel.
Na een paar maanden wordt Jan ontslagen vanwege een paar incidenten waarbij hij te onstuimig heeft gereageerd. Maar vlak daarvoor hebben twee bezoekers van het hotel hun oog op Jan laten vallen. Zij vinden hem een sympathieke jongen. Het zijn de heer en mevrouw Odijk uit Berlijn. Er was een incident waarbij Jan betrokken was. Toen mevrouw Odijk voor het hotel uit haar rijtuig wilde stappen sloeg het paard ineens op hol. Jan had het paard direct vastgegrepen om te voorkomen dat het de weg op zou stuiven. Mevrouw Odijk had hierbij kunnen verongelukken. De heer en mevrouw Odijk zijn hem heel dankbaar en gaan op bezoek bij Jan en zijn moeder. Ook zijn oom Kees is aanwezig. De heer Odijk is directeur van een grote filmmaatschappij in Berlijn. Jan krijgt het aanbod om met hen mee te gaan naar Berlijn om daar in het filmbedrijf te gaan werken. Jan twijfelt, want hij wil niet graag zijn moeder in de steek laten. Hij wil haar niet achterlaten bij zijn autoritaire oom. Uiteindelijk besluit hij om toch te gaan.
De volgende dag vertrekken ze per trein naar Berlijn. Jan logeert bij de heer en mevrouw Odijk en gaat werken in het enorme filmbedrijf. De heer Odijk wil graag dat Jan de boekhouding op zich gaat nemen. Jan is heel gelukkig op deze nieuwe werkplek en hij werkt hard. Vier maanden later, hij is dan inmiddels zestien jaar oud, gaat hij voor een week op vakantie naar zijn moeder in Amsterdam. Een paar maanden later komt oom Kees te overlijden. Jan gaat dan met zijn moeder en zijn nichtje in Berlijn wonen. 